# Capitán Bado
Capitán Bado é um distrito do Paraguai, localizado no departamento de Amambay noroeste
, distante a 426 km de Assunção, fundada em 25 de julho de 1914 durante o governo de Eduardo Schaerer. A cidade faz fronteira com Coronel Sapucaia no estado brasileiro de Mato Grosso do Sul.

## História
A cidade está situada na chamada Cordilheira de Amambay, fundada em 1914.
A cidade era conhecida pelo Topônimo Ñu Verá.Em homenagem a José Matias Bado, Capitão que combateu na Guerra do Paraguai, a cidade passou a se chamar Capitán Bado.
Seus primeiros habitantes eram operários da Companhia brasileira Mate Laranjeira, que trabalhava da exploração de Erva mate.

## Geografia
Localiza-se 426 km de Assunção, cidade fronteiriça com o Brasil.
Capitán Bado possui 17.117 habitantes, dos quais, 8.981 são homens e 8.136 mulheres, segundo o Censo de 2002. Há 7.578 pessoas na área urbana e 9.539 na área rural.
Atualmente é considerada por autoridades paraguaias como a capital mundial da maconha. É o maior produtor da droga do Paraguai, tem enormes áreas de plantio e 80 da produçAo é traficada para o Brasil.

## Economia
A principal atividade econômica do município é a agricultura, o cultivo de Erva mate,Silvicultura e o comércio. É a maior produtora de grãos do Paraguai. Também é conhecida internacionalmente como rota e celeiro de narcóticos, o que praticamente movimenta toda a cidade.

## Transporte
O município de Capitán Bado é servido pela seguinte rodovia:
- Ruta 11, que liga a cidade  ao município de Antequera (Departamento de San Pedro).[1][2][3]